# 王良佐 (1920年)
王良佐（1920年—1997年），四川绵阳人，中华人民共和国天主教神父。1946年毕业于四川彭县领报修院。1948年晋升神父。此后任广元天主堂神父。
1950年11月30日率先发表《自立革新宣言》，“与帝国主义割断各方面的关系”。分别在1962年、1980年和1986年当选为中国天主教爱国会第二、三、四届副主席。